# Rudolf de Montescaglioso
Rudolf (Rudolph, Ralph sau Raoul, numit Macabeu, Maccabeo sau Maccabees; d. 1108) a fost un nobil normand din sudul Italiei, devenind cel de al doilea conte de Montescaglioso, de la 1080.
Rudolf era fiul contelui Robert de Montescaglioso, căruia i-a moștenit posesiunile din 1080.
Pe parcursul perioadei de 3 ani de la moartea lui Robert Guiscard din 1085 și pacea dintre fiii acestuia, Boemund de Taranto și Roger Borsa, Rudolf și mulți alți baroni locali au profitat de războiul civil dintre frații resăectivi pentru a-și consolida puterea și a-și extinde stăpânirile.
În 1087, Rudolf s-a căsătorit cu Emma (n. 1070–d. 1120), cea de a patra și cea mai tânără fiică a contelui Roger I de Sicilia cu prima sa soție Iudith d'Évreux. Aceasta fusese anterior, pentru scurtă vreme, logodită cu regele Filip I al Franței. Atunci când Rudolf a murit fără a avea moștenitori, Emma i-a guvernat teritoriile până la propria ei moarte. În 1124, fratele ei Roger al II-lea al Siciliei a invadat comitatul, pretinz#ndu-l ca fief al coroanei sale.